# 沼田拓巳
沼田 拓巳（ぬまた たくみ、1994年3月4日 - ）は、愛知県名古屋市守山区出身の元プロ野球選手（投手）。右投右打。

## 経歴

### プロ入り前
小学5年生の夏から野球を始め、森孝東小学校在学時は「守山ボーイズ」、森孝中学校在学時は「守山クラブ」に所属した。中学時代までのポジションは投手兼中堅手。
高校からは投手に専念。大垣日大高校在学中、高校は第82回と第83回選抜高等学校野球大会に出場しているが、エースに葛西侑也がいたため、沼田自身は予選には出場したものの本戦はベンチ外で甲子園出場実績はない。高校時代の1年先輩には阿知羅拓馬がいる。
高校卒業後は愛知大学野球の2部リーグに所属する名古屋産業大学に進学したが、その年の夏に中退。その後、社会人野球のエディオン愛工大OB BLITZへ入部した。

### プロ入りとドジャース傘下時代
2013年9月16日、メジャーリーグベースボールのロサンゼルス・ドジャースがマイナー契約を結んだ。ところが、大学を中退し、社会人野球チームに入部した沼田は日本野球機構との申し合わせで社会人1年目の大卒扱いとなり、翌年のドラフトまでは獲得できない選手であった。さらに、プロ球団との契約前に必要な登録抹消手続きを行わなかったため、規約違反となり、日本野球連盟は沼田に対して除名処分を下した。これにより、沼田は今後、日本野球連盟に所属する社会人野球チームでプレーすることはできない。
2014年はルーキー級アリゾナリーグ・ドジャースでプレーし、10試合（うち7試合先発）に登板し、1勝2敗、防御率5.46の成績であった。
2015年はルーキーアドバンスド級オグデン・ラプターズに昇格したが、ここでは登板なしに終わり、6月19日に自由契約となった。

### BCリーグ時代
ドジャース自由契約後、7月1日に独立リーグ・ベースボール・チャレンジ・リーグの群馬ダイヤモンドペガサスへ入団した。オフには横浜DeNAベイスターズが隠し玉としてドラフト指名を検討しているとの報道もあったが、「田澤ルール」もあり2015年も翌2016年も指名はなかった。
2017年から石川ミリオンスターズに移籍。石川移籍後初登板となる開幕2戦目の先発登板ではアウトを1つしか取れず9失点の大炎上を喫するも、その後の試合ではフォームを修正し、防御率はなかなか良化しなかったものの最終的にはリーグ3位の奪三振数を記録した。

### ヤクルト時代
同年のドラフト会議で東京ヤクルトスワローズから8位指名を受けた。11月28日、契約金1000万円、年俸600万円でヤクルトへの入団に合意した。背番号は53。
2018年の春季キャンプでは一軍メンバーとして帯同した。4月8日にヤクルトの新人の中では一番早く一軍に昇格。4月11日に地元である名古屋市のナゴヤドームで行われた対中日ドラゴンズで一軍初登板。ソイロ・アルモンテ、ダヤン・ビシエドに連続長打を浴びるなど1イニングを1失点だった。翌日には登録を抹消された。これ以降、一軍に再昇格することなくシーズンを終え、二軍でも17試合、24イニングを投げて1勝2敗、防御率6.00と今一つな成績だった。シーズン中に2回怪我をしたといい、オフの契約更改では20万円減の年俸580万円でサインした。
2019年は、NPBでは一貫して背番号53を着けている五十嵐亮太が移籍してきたことに伴い、背番号を90に変更。この年は一度も一軍に上がれず、二軍でも17試合、22イニングを投げて0勝0敗、防御率6.14という前年から成長の見られない成績に終わる。10月1日、球団より来季の契約を結ばないことが通告された。11月12日に大阪シティ信用金庫スタジアムで行われた12球団合同トライアウトに参加するも、打者3人に対して被安打1、与四球2と全く結果を残せなかった。他の選手はトライアウト後に社会人野球からのオファーも有り得る中、前述の理由から沼田は社会人野球に戻ることは不可能であり、「野球を続けるなら独立か、NPBしかないんです」と悲哀に満ちたコメントがNEWSポストセブンで取り上げられた。

### 琉球時代
2019年11月27日、沖縄初のプロ野球チームとして2020年より始動する琉球ブルーオーシャンズが、沼田の加入が決まったことを発表した。
2020年11月25日、契約期間満了をもって琉球を退団することが発表され、2021年1月12日には自身のTwitterで現役から引退することを表明した。

### 現役引退後
引退後は名古屋トヨペットに入社し営業として勤務している。
2021年秋からは投手特化型のマンツーマン指導の出張野球塾のトレーナーとしての活動を開始している。

## 選手としての特徴・人物
最速155km/hのストレートを軸に、縦と横のスライダーやカーブ、ツーシームなどの変化球を操る。本人はストレートに対して速さよりも質を重視し、ボールの回転数を意識しており、ヤクルトスカウトの阿部健太は「まっすぐに魅力がある」と評している。
50m走のタイムは6秒2、遠投は120m。
石川在籍時代に練習生としてチームメイトだった一二三慎太からは「プロ野球の世界のことをいろいろ学べた」と言い、師匠として心酔している。
実家でmiku、moco、haruという名前の3匹の犬を飼っている愛犬家であり、東京ヤクルトスワローズ戸田寮に入寮する際には犬のぬいぐるみを持ち込んだ。
好きなアーティストはONE OK ROCK、AAA。

## 詳細情報

### 年度別投手成績
| 年 度    | 球 団    | 登 板 | 先 発 | 完 投 | 完 封 | 無 四 球 | 勝 利 | 敗 戦 | セ 丨 ブ | ホ 丨 ル ド | 勝 率 | 打 者 | 投 球 回 | 被 安 打 | 被 本 塁 打 | 与 四 球 | 敬 遠 | 与 死 球 | 奪 三 振 | 暴 投 | ボ 丨 ク | 失 点 | 自 責 点 | 防 御 率 | W H I P |
| -------- | -------- | ----- | ----- | ----- | ----- | -------- | ----- | ----- | -------- | ----------- | ----- | ----- | -------- | -------- | ----------- | -------- | ----- | -------- | -------- | ----- | -------- | ----- | -------- | -------- | ------- |
| 2018     | ヤクルト | 1     | 0     | 0     | 0     | 0        | 0     | 0     | 0        | 0           | ----  | 5     | 1.0      | 2        | 0           | 0        | 0     | 0        | 1        | 0     | 0        | 1     | 1        | 9.00     | 2.00    |
| NPB：1年 | NPB：1年 | 1     | 0     | 0     | 0     | 0        | 0     | 0     | 0        | 0           | ----  | 5     | 1.0      | 2        | 0           | 0        | 0     | 0        | 1        | 0     | 0        | 1     | 1        | 9.00     | 2.00    |

### 年度別守備成績
| 年 度 | 球 団    | 投手  | 投手  | 投手  | 投手  | 投手  | 投手     |
| 年 度 | 球 団    | 試 合 | 刺 殺 | 補 殺 | 失 策 | 併 殺 | 守 備 率 |
| ----- | -------- | ----- | ----- | ----- | ----- | ----- | -------- |
| 2018  | ヤクルト | 1     | 0     | 1     | 0     | 0     | 1.000    |
| 通算  | 通算     | 1     | 0     | 1     | 0     | 0     | 1.000    |

### 記録
NPB初記録
- 初登板：2018年4月11日、中日ドラゴンズ2回戦（ナゴヤドーム）、8回裏に4番手で救援登板、1回1失点
- 初奪三振：同上、8回裏に福田永将から空振り三振

### 独立リーグでの投手成績
| 年 度    | 球 団    | 登 板 | 完 投 | 勝 利 | 敗 戦 | セ 丨 ブ | 勝 率 | 打 者 | 投 球 回 | 被 安 打 | 被 本 塁 打 | 与 四 球 | 与 死 球 | 奪 三 振 | 暴 投 | ボ 丨 ク | 失 点 | 自 責 点 | 防 御 率 | W H I P |
| -------- | -------- | ----- | ----- | ----- | ----- | -------- | ----- | ----- | -------- | -------- | ----------- | -------- | -------- | -------- | ----- | -------- | ----- | -------- | -------- | ------- |
| 2015     | 群馬     | 12    | 0     | 3     | 0     | 0        | 1.000 | 162   | 33.1     | 34       | 0           | 28       | 4        | 23       | 3     | 7        | 17    | 13       | 3.51     | 1.87    |
| 2016     | 群馬     | 22    | 0     | 5     | 7     | 0        | .417  | 438   | 98.2     | 101      | 1           | 38       | 6        | 85       | 7     | 6        | 50    | 36       | 3.28     | 1.42    |
| 2017     | 石川     | 20    | 0     | 8     | 8     | 0        | .500  | 494   | 114.0    | 118      | 4           | 45       | 5        | 109      | 15    | 0        | 64    | 54       | 4.26     | 1.43    |
| 通算:3年 | 通算:3年 | 54    | 0     | 16    | 15    | 0        | .516  | 1094  | 246.0    | 253      | 5           | 111      | 15       | 217      | 35    | 13       | 131   | 103      | 3.77     | 1.48    |

- 各年度の太字はリーグ最高

### 背番号
- 11 （2015年 - 2016年）
- 17 （2017年）
- 53 （2018年）
- 90 （2019年）
- 30 （2020年）